# دمیتری پترس
دمیتری پترس (انگلیسی: Dimitri Peters؛ زادهٔ ۴ مهٔ ۱۹۸۴) جودوکار روس‌تبار اهل آلمان است.
وی همچنین برندهٔ جوایزی همچون برگ بوی نقره‌ای شده‌است.